# Norma Angélica (actriz)
Norma Angélica (Ciudad de México, 1962) es una actriz mexicana, conocida por sus participaciones en cine y teatro y televisión becaria de Fonca-Conaculta Creadores en tres emisiones.

## Biografía
Inicia sus estudios de actuación a la edad de seis años en el Instituto Andrés Soler, hasta la Licenciatura en Arte Dramático en la Facultad de Filosofía y Letras de la UNAM, desde entonces ha participado como actriz en más de 50 montajes escénicos con directores como: Julio Castillo, David Olguín, Alicia Martínez, Alberto Lomnitz, José Caballero, Johan Kresnik, Harald Clement, David Psalmon, entre otros. En 1989, hace su primera aparición en el cine con la película Barroco. 
En 1993 participa en la película Dama de noche, donde interpreta a Candelaria 'Candy'. Ha recibido premios nacionales e internacionales como: Mejor actriz de reparto por el Festival de Cine Internacional en Viña del Mar, Chile. También ha actuado en las obras El atentado, de Jorge Ibargüengoitia y El Códex Romanoff, de Estela Leñero. Vuelve al cine en 2001 con la película, De la calle, donde interpreta a Gloria. En 2002 participa en la película Una de dos, interpretando a la Tía Chole. Ese mismo año participa en Asesino en serio, donde interpreta a Yaki, y en el videohome Barrio 13: Al Desnudo II, donde interpreta a la Vieja de Pancho.
En 2005 participó en el reality show La Academia siendo la maestra de actuación. Dicho programa fue transmitido por todo Estados Unidos, Norte- y Centroamérica.
En 2007, participa en la película Todos los días son tuyos, donde interpreta a la 'Gordita'. En 2008 hace su debut en la televisión, con Capadocia, donde interpreta a Doña Ángela Berenice Mora. En 2010, participa en Abel. En 2012 participa en Canela, como Chef Rosi. En el mismo año participa en Hecho en China, donde interpreta a Doña Gilda Marín. En el mismo año fue nominada al Ariel como mejor actuación femenina por la película Acorazado.

## Filmografía

### Cine
| Año                 | Título                             | Rol                         | Director                     | Notas |
| ------------------- | ---------------------------------- | --------------------------- | ---------------------------- | ----- |
| 1989                | Barroco                            |                             | Paul Leduc                   |       |
| 1993                | Dama de noche                      | Candelaria                  | Eva López-Sánchez            |       |
| 1996                | Última llamada                     | Delia                       | Carlos García Agraz          |       |
| 2001                | De la calle                        | Gloria                      | Gerardo Tort                 |       |
| 2002                | Una de dos                         | Tía Chole                   | Marcel Sisniega              |       |
| 2002                | Asesino en serio                   | Yaki                        | Antonio Urrutia              |       |
| 2007                | Todos los días son tuyos           | Gordita                     | José Luis Gutiérrez Arias    |       |
| 2010                | Abel                               | Taxista                     | Diego Luna                   |       |
| 2010                | Sin ella                           | Norma                       | Jorge Colón                  |       |
| 2011                | Aquí en entre nos                  | Amalia                      | Patricia Martínez de Velasco |       |
| 2012                | Canela                             | Chef Rosi                   | Jordi Mariscal               |       |
| 2012                | Hecho en China                     | Doña Gilda                  | Gabriel Guzmán               |       |
| 2012                | Acorazado                          |                             | Álvaro Curiel                |       |
| 2016                | ¿Qué culpa tiene el niño?          | Enfermera del Seguro Social | Gustavo Loza                 |       |
| 2016                | No manches Frida                   | Licenciada López            | Nacho G. Velilla             |       |
| 2017                | Sueño en otro idioma               | Flaviana                    | Ernesto Contreras            |       |
| 2017                | Belzebuth                          | Doña Eulalia                | Emilio Portes                |       |
| 2018                | Eres mi pasión                     | Chayo                       | Anwar Safa                   |       |
| 2018                | Moronga                            | Doña Beatriz                | John Dickie                  |       |
| 2018                | La Boda de Valentina               | Vecina de la Feria          | Marco Polo Constandse        |       |
| Recuperando a mi ex | Nilda Muñoz                        | Gabriel Guzmán              |                              |       |
| 2021                | La Casa de las Flores: la película | Delia                       | Manolo Caro                  |       |

### Televisión
| Año       | Título                         | Rol                            | Notas                          |
| --------- | ------------------------------ | ------------------------------ | ------------------------------ |
| 1988      | La Hora Marcada                | Selenia                        | 1 episodio                     |
| 2004      | Los Sánchez                    | Amanda                         |                                |
| 2008      | Capadocia                      | Doña Ángeles Berenice Mora     | 4 episodios                    |
| 2016-2019 | Run Coyote Run                 | Doña Lupe                      | Elenco principal, 31 episodios |
| 2017      | Club de Cuervos                | Doña Beatriz                   | Invitada, 3 episodios          |
| 2018      | Historia de un Crimen: Colosio | María Luisa Martínez de Aburto | Elenco principal, 8 episodios  |
| 2018–2020 | La casa de las flores          | Delia                          | Elenco principal, 35 episodios |
| 2019      | Herederos por accidente        | Abu Amanda                     | Elenco principal, 13 episodios |
| 2019      | La reina del sur 2             | Morgana                        | Actuación especial             |
| 2024      | Profe infiltrado               | Damaris                        | Elenco recurrente              |
| 2024      | La mujer de mi vida            | Nina Lopez                     | Elenco recurrente              |
| 2025      | Entre paredes                  | Trini                          |                                |
| 2025      | Papá soltero                   | Gumara                         |                                |

### Teatro
| Año       | Título                      | Rol             | Director             | Notas |
| --------- | --------------------------- | --------------- | -------------------- | ----- |
| 1996      | De la Calle                 | La Prima        | Julio Castillo       |       |
| 1997      | El Cántaro roto             | Margarita       | Harald Clement       |       |
| 2000      | La Malinche                 |                 | Johan Kresnik        |       |
| 2001      | El Atentado                 | Madre Superiora | David Olguín         |       |
| 2006      | El Códex Romanoff           |                 |                      |       |
| 2009-2010 | Nuestra Señora de las nubes | Ella            | Arturo Díaz de Sandy |       |
| 2010–2013 | Roma al final de la vía     | Evangelina      | Alberto Lomnitzy     |       |
| 2018      | Barataria Estado de México  | Sancho Panza    | Benjamín Cann        |       |

## Festivales
Los festivales en los que ha participado son:
- Festival Internacional Cervantino.
- Festival de Teatro Latino en Nueva York, Estados Unidos de América.
- Festival del Centro Histórico en Ciudad de México, México.
- Festival Iberoamericano de Teatro en Bogotá, Colombia.
- Festival Iberoamericano de Teatro en Cádiz, España
- XV Muestra Nacional e Internacional de Teatro en Punta del Este, Uruguay.

## Compañías
Las compañías a las que ha pertenecido son:
- Compañía Nacional de Teatro del INBA
- Compañía Tablas y Diablas
- Teatro sin paredes
- Cirque du Soleil en Montreal
- CANADA

## Premios

### Premios Ariel
| Año  | Categoría                | Película             | Resultado |
| ---- | ------------------------ | -------------------- | --------- |
| 2012 | Mejor Actuación Femenina | Acorazado            | Nominada  |
| 2018 | Mejor Actriz de Cuadro   | Sueño en otro idioma | Nominada  |